# Ed Powers
Ed Powers, né le 25 octobre 1954 à Brooklyn, est un réalisateur, producteur et acteur américain de films pornographiques.

## Biographie
Il commence dans l'industrie du X en 1985. En 1989, il rencontre Jamie Gillis, qui l'aide à produire des films.
Ed Powers est connu pour la série « Dirty Debutantes » avec des futures stars comme Sunrise Adams, Carmen Luvana, Anna Malle, Bridget Powers, Aurora Snow, Gauge, Lisa Sparxxx, Teanna Kai, Lauren Phoenix, Samantha Sin, Leah Luv, Lela Star... Il a travaillé avec plus de 2 000 femmes.
En 2008, il voit sa maison de L.A. saisie et se déclare en faillite. Il effectue un retour en 2009.
Il est aussi animateur radio sur "KLSX" FM, pour une émission de talk-show érotique appelée "Bedtime Stories".

## Récompenses
- AVN Hall of Fame
- XRCO Hall of Fame, 1998